# Stalinisierung
Unter Stalinisierung (gelegentlich auch Sowjetisierung oder Bolschewisierung) wird in erster Linie die Unterwerfung Osteuropas und anderer Staaten unter die Herrschaft Josef Stalins 1946 bis 1953 – am Beginn des Kalten Krieges – verstanden, mit den damit zusammenhängenden Umwälzungen in den Gesellschaftsordnungen. Auch die Umstrukturierung der kommunistischen Parteien Westeuropas in dieser Phase wird gelegentlich so genannt.

## Ablauf
Herrschaftsinstrumente im Prozess der Stalinisierung Osteuropas waren die sowjetische Besatzungsarmee, Geheimdienste und Propaganda; der endgültige Auslöser des Prozesses war die Erste Berlin-Krise. Zuvor (ab 1945) hatten sich in einigen der sowjetisch besetzten Staaten Anfänge demokratischer Strukturen und politischer Parteien herausgebildet. Diese wurden dann hauptsächlich mittels Terror zerschlagen resp. gleichgeschaltet und durch kommunistische Marionetten-Regierungen Stalins ersetzt. Zudem wurden der Überwachungs-Staat eingerichtet und Zwangs-Kollektivierungen der Wirtschaft durchgeführt.

## Terminologie
Der Begriff „Bolschewisierung“ für die obgenannten Vorgänge wurde während des Kalten Krieges z. B. von dem Berner Nationalsozialismus-Experten Walther Hofer verwendet. Hofer war nebenher ein aktiver antikommunistischer Politiker. Politologisch gesehen war seine Terminologie nicht korrekt: Die Gleichschaltung der osteuropäischen Satellitenstaaten wurde stringenter durchgeführt als die Sozialisierung des vorherigen zaristischen Russland durch die Bolschewiki. So waren etwa die punktuellen privatwirtschaftlichen Freiheiten – ab den 1960er Jahren erst – unter dem sogenannten Gulaschkommunismus in Ungarn bereits von Beginn weg Bestandteil des vor-stalinistischen Sowjetsystems. Und die DDR-Blockparteien waren weitgehend Staffage, faktisch Anhängsel der SED.